# G. E. M. Anscombe
G. E. M. Anscombe (Limerick, 1919. március 18. – Cambridge, 2001. január 5.), azaz Gertrude Elizabeth Margaret Anscombe, de leginkább csak Elizabeth Anscombe-ként ismert brit analitikus filozófus. Ludwig Wittgenstein tanítványaként műveinek legnagyobb szaktekintélye, valamint számos írásának és könyvének, mindenekelőtt a Filozófiai vizsgálódások-nak (Philosophical Investigations) a szerkesztője és fordítója. Írt az elmefilozófiáról, a cselekvés filozófiájáról, a logika filozófiájáról, a nyelvfilozófiáról és az etikáról. Az 1958-as Modern Moral Philosophy (Modern erkölcsfilozófia) című írásában bevezeti a „konzekvencializmus” fogalmát az analitikus filozófia nyelvezetébe; ez, valamint az ezt követő cikkei nagy hatást gyakoroltak a kortárs erényetikákra. Az Intenció című monográfiáját általában a legnagyobb és leghatásosabb munkájának tekintik, valamint ez a mű adta a legnagyobb ösztönzést az elkövetkező filozófiai érdeklődésre az intenció, a tett és a gyakorlati érvelés fogalmai iránt.

## Élete
G. E. M. Anscombe Gertrude Elizabeth Anscombe és Alan Wells Anscombe gyermekeként született 1919. március 18-án az írországi Limerickben, ahol apja a brit hadsereg tisztjeként szolgált.
A londoni Sydenham gimnáziumban 1937-ben végzett, majd az Oxfordi Egyetem St Hugh's-kollégiumában hallgatott klasszika-filológiát, ókori történelmet és filozófiát. 1941-ben osztályelsőként végzett. Elsőéves egyetemistaként katolikus hitre tért, és élete végéig hithű katolikus maradt. Nagy vitát váltott ki, amikor nyilvánosan tiltakozott Nagy-Britannia hadba lépése ellen a második világháborúban, annak ellenére, hogy apja és bátyja katona volt.
Peter Geach-hez ment férjhez, aki szintén római katolikus konvertita, Wittgenstein-tanítvány és kitűnő brit egyetemi filozófus volt. Három fiút és négy lányt neveltek fel.
Oxfordi diplomája után Anscombe ösztöndíjat nyert a cambridge-i Newnham College-ba 1942-től 1945-ig, ahol Ludwig Wittgenstein előadásaira járt. Wittgenstein filozófiája akkor kezdte el érdekelni, amikor egyetemi hallgatóként elolvasta tőle a Tractatus Logico-Philosophicus (Logikai-filozófiai értekezés) című művét. Azt mondta, hogy abban a pillanatban megfogalmazódott benne, hogy Wittgensteinnél kell tanulnia, amikor egy könyvesboltban beleolvasott ebbe a műbe.
Amikor a cambridge-i ösztöndíja lejárt, az oxfordi Somerville College adott számára ösztöndíjat, de egyetemi évei alatt is egyszer egy héten Cambridge-be utazott tanulótársával, W. A. Hijab-bel együtt, hogy Wittgenstein vallásfilozófiai különóráira járhassanak. Wittgenstein egyik kedvenc tanítványa, és legközelebbi barátja lett. A tudós nőktől egyébként általában tartózkodó Wittgenstein Anscombe-ba vetett bizalmáról tanúskodik az is, hogy őt kéri fel a Philosophical Investigations fordítójának, pedig Anscombe ekkor még nem is beszélt németül. Emiatt Bécsbe küldi a tanítványt.
Anscombe számtalanszor meglátogatta Wittgensteint azután is, amikor elköltözött Cambridge-ből 1947-ben. Ott volt 1951 áprilisában a halálos ágyánál is. Wittgenstein őt, valamint Rush Rhees-t és Georg Henrik von Wright-ot bízza meg irodalmi hagyatékának gondozójául. A filozófus halála után ő lett számos Wittgenstein-kézirat és jegyzet felelős szerkesztője, fordítója és kiadója.
Az 1960-as, 70-es évek liberális köreiben nagy felháborodást váltott ki több cikke is, amelyekben a fogamzásgátlás római katolikus nézetét védte. Idősebb korában kétszer is letartóztatták, amiért egy brit abortuszklinika ellen tiltakozott, miután legalizálták (bár csak megszorításokkal) Nagy-Britanniában az abortuszt.
Anscombe 1946-tól 1970-ig a Somerville College-ben maradt. Ismert volt arról is, hogy szívesen vállalkozott nyilvános vitákra, amelyek során katolikus hitét védte. 1956-ban, oxfordi ösztöndíjasként - tiltakozott Oxford azon döntése ellen, amelyben Harry S. Truman-nek tiszteletbeli fokozatot adott. Trumant amiatt ítélte el, amiért tömegeket ölt meg az atombomba használatával Hirosimán és Nagaszakin.
Anscombe-ot 1970-ben filozófia professzorrá nevezték a Cambridge-i Egyetemen, ahol 1986-os visszavonulásáig dolgozott.
Később szívproblémái lettek, és 1996-ban egy autóbalesetben csaknem meghalt. Utolsó éveit családja körében töltötte Cambridge-ben. 81 éves korában halt meg, 2001. január 5-én.